# Осада Сьюдад-Родриго (1812)
Во время осады Сьюдад-Родриго (7 — 20 января 1812 года) англо-португальская армия виконта Веллингтона осадила французский гарнизон города под командованием бригадного генерала Жана Леонара Барье. После того, как британская тяжёлая артиллерия пробила две стены, крепость была успешно взята штурмом вечером 19 января 1812 года. Ворвавшись в город, британские войска в течение нескольких часов громили его, прежде чем был восстановлен порядок. Армия Веллингтона потеряла около 1700 человек, включая двух убитых генералов. В стратегическом плане падение крепости открыло британцам северные ворота из Португалии в Испанию, в которой до этого доминировали французы. Более ранняя осада Сьюдад-Родриго произошла в 1810 году, когда французы захватили город у испанских войск.

## Предыстория и подготовка к штурму

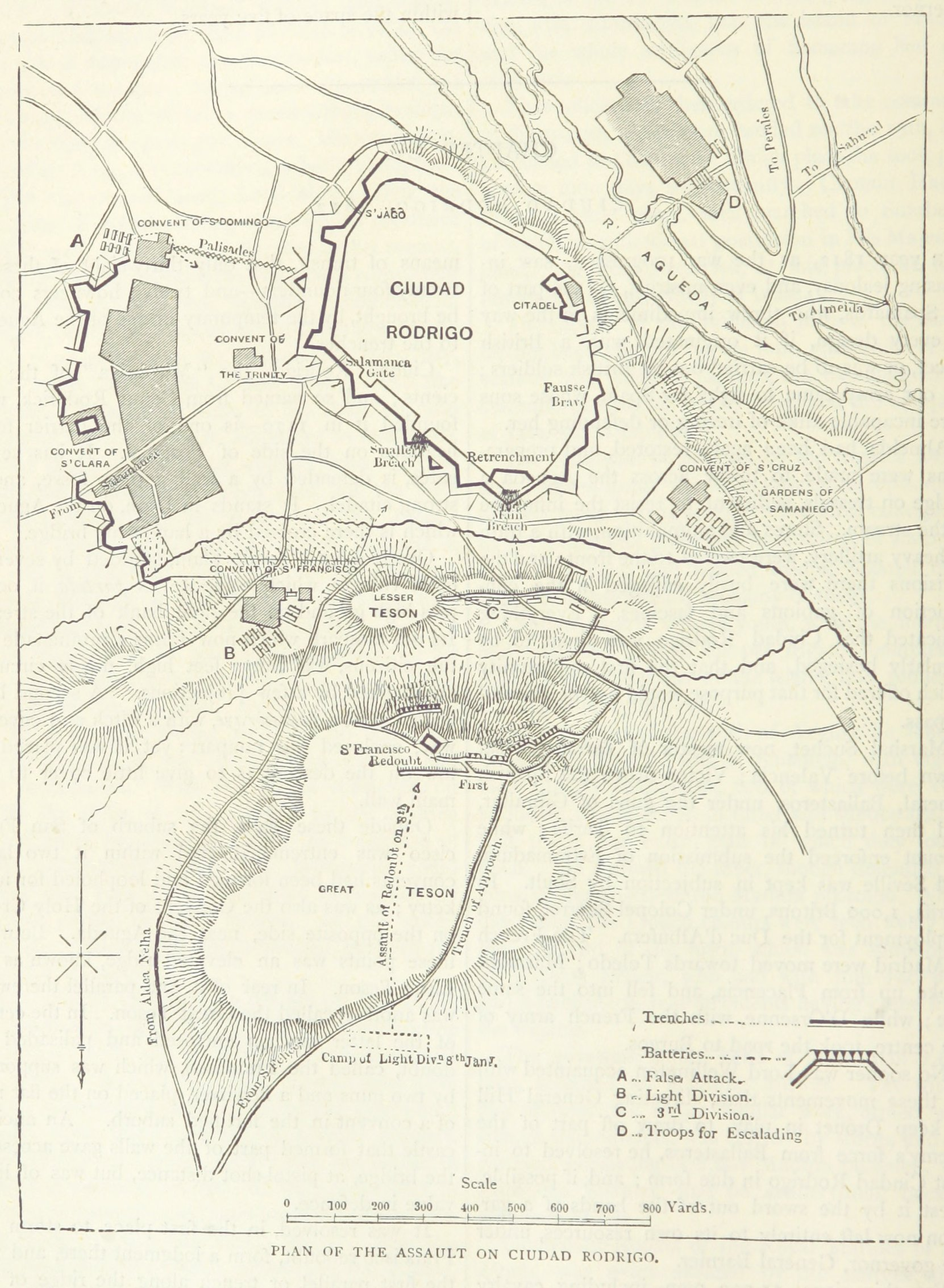
Карта осады

В рамках своих стратегических планов в Испании Наполеон приказал маршалу Огюсту Мармону направить 10 тыс. солдат, чтобы помочь войскам маршала Луи Сюше захватить Валенсию, и ещё 4 тыс. для укрепления центрального резерва. Когда Веллингтон получил известие о том, что армия Португалии Мармона направила войска на восток, он тут же, несмотря на метель, отправился в Сьюдад-Родриго и прибыл в этот район 6 января. На следующее утро он вместе с главным инженером подполковником Ричардом Флетчером осмотрел подходы к городу.
Сьюдад-Родриго был крепостью второго класса с главной стеной высотой 32 фута (9,8 м), «плохой кладки, без флангов, со слабыми парапетами и узкими валами». Над городом доминировал холм Гранд-Тесон высотой 600 футов (180 м), на котором французы построили редут. Гарнизон Барье в 2 тыс. человек был слишком слаб, чтобы проводить грамотную оборону. Он включал в себя отдельные батальоны 34-го лёгкого и 113-го пехотных полков, взвод саперов и всего 167 артиллеристов на 153 пушки.
Крепость была осаждена, и в ночь на 8 января Лёгкая дивизия штурмом овладела редутом на Гранд-Тесоне, застав французов врасплох. Союзники начали рыть траншеи и обустраивать позиции для осадных батарей. Копка каменистой почвы ночью оказалась очень опасной. Когда кирка ударялась о камень, возникшая искра могла вызвать прицельный огонь французов. К 12 января траншеи к батареям были закончены, и сами батареи установлены. Веллингтон получил сообщение о движениях маршала Мармона и решил, что осаду нужно предпринять как можно быстрее. 13 января монастырь Санта-Крус на правом фланге был взят штурмом войсками КГЛ и одной ротой 60-го пехотного полка. В 11 часов утра 14 января 500 человек из числа защитников предприняли отчаянную вылазку, но она была отбита, и в ту же ночь на левом фланге войсками 40-го пехотного полка с помощью эскалады был взят монастырь Сан-Франциско; французские войска отступили в город. 14 января в 16:00 открыли огонь осадные батареи, включавшие в себя тридцать четыре 24-фунтовых и четыре 18-фунтовых осадных орудий. Началась работа над второй линией траншей, чтобы подвести батареи ближе к стенам и обеспечить нападающим безопасные подходы к крепости. За пять дней орудия произвели более 9500 выстрелов и пробили две существенные бреши, одну из них, больше размером, в стене, а меньшую в башне. Веллингтон приказал начать штурм в ночь на 19 января.

## Штурм

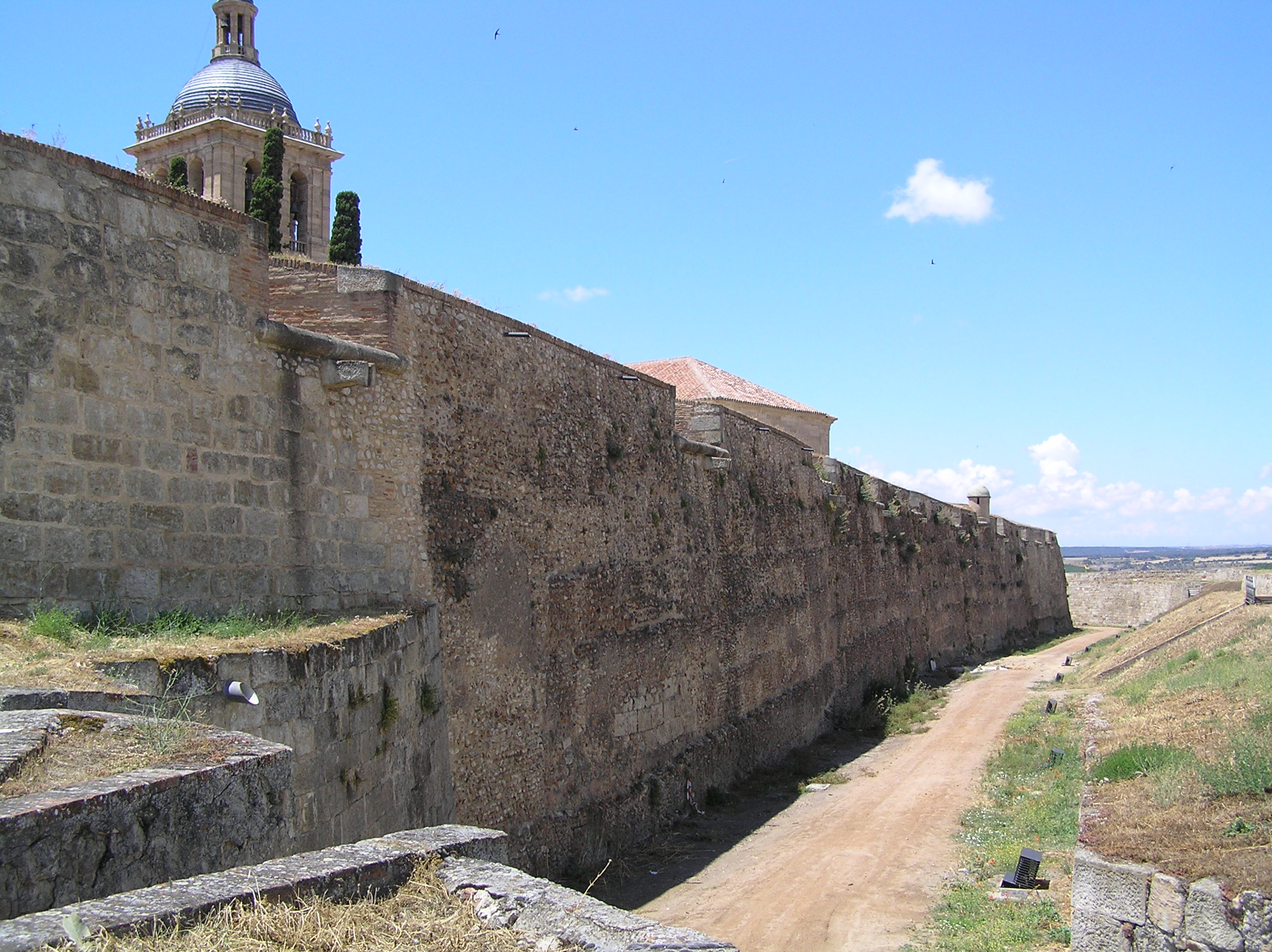
Крепостные стены Сьюдад-Родриго

3-й дивизии генерал-майора Томаса Пиктона было приказано атаковать большую брешь на северо-западе, в то время как Лёгкая дивизия Роберта Кроуфорда атаковала меньшую брешь на севере. Отвлекающий удар португальской бригады Дениса Пака был направлен на оборону у ворот Сан-Пелайо на востоке и через реку Агеда на юге. В общей сложности Веллингтон планировал использовать при нападении 10 700 человек.
Начавшийся в 7 часов вечера штурм встретил решительное сопротивление у большой бреши. У солдат, атаковавших меньшую брешь, дела шли успешней, и им удалось пробиться сквозь стену и оказаться позади защитников большой бреши, что сделало дальнейшее сопротивление безнадежным; штурм окончился полным успехом. Большинство жертв среди атакующих вызывал огонь двух пушек, установленных в большой бреши. 88-й полк захватил одну из пушек, а 45-й полк другую. Потери союзников в результате штурма составили 195 убитых и 916 раненых; среди погибших были генерал-майоры Генри Маккиннон и Роберт Кроуфорд. Победа была несколько омрачена тем, что британские солдаты основательно разграбили город, несмотря на усилия их офицеров и тот факт, что гражданские лица были испанцами и, следовательно, союзниками британцев.

## Стратегические последствия
Французский гарнизон потерял 529 убитых и раненых, а остальные попали в плен. Французская армия Португалии потеряла всю свою осадную артиллерию в 153 пушки. Быстрая потеря Сьюдад-Родриго сильно расстроила планы Мармона, который полагал, что город продержится три недели, что дало бы ему достаточно времени для подвода подкрепления из Саламанки. Он пал менее чем через две недели, и Мармон со своими 32 тыс. солдатами решил не пытаться вернуть его, так как ему были нужны войска для защиты других городов и крепостей.
Веллингтон получил титул графа и щедрую пенсию. Испанцы дали ему титул «Герцога Сьюдад-Родриго» (Duque de Ciudad Rodrigo).
Взятие Сьюдад-Родриго открыло северный коридор вторжения из Португалии в Испанию. Это также позволило Веллингтону направиться к Бадахосу по южному коридору, захват которого обошёлся ему куда большей кровью.

### Сноски
1. 1 2 3 4 5  The Sieges of Ciudad Rodrigo 1810 & 1812. Дата обращения: 29 ноября 2019. Архивировано 5 марта 2022 года.
2. ↑  Porter, Maj Gen Whitworth. History of the Corps of Royal Engineers Vol I (англ.). — Chatham: The Institution of Royal Engineers, 1889. — P. 280—281.
3. ↑  Beamish p 31
4. 1 2  Desmond Bowen. Heroic Option: The Irish in the British Army (англ.). — 2005.

### Список используемой литературы
- Porter, Maj Gen Whitworth. History of the Corps of Royal Engineers Vol I (англ.). — Chatham: The Institution of Royal Engineers, 1889.
- Beamish, North Ludlow, History of the King’s German Legion Vol.2 Naval and Military Press (reprint 1997 ISBN 0-9522011-0-0)
- Chandler, David, Dictionary of the Napoleonic Wars Macmillan, 1979.
- Glover, Michael, The Peninsular War 1807—1814 Penguin, 1974.
- Smith, Digby, The Napoleonic Wars Data Book Greenhill, 1998.